# Dragkamp vid olympiska sommarspelen 1920
Dragkamp var en gren vid de olympiska sommarspelen 1920, och detta var sista gången sporten var med på det olympiska programmet. 

## Medaljsummering
| Place | Nation |
| ----- | --- |
| 1     | Storbritannien |
| 2     | Nederländerna |
| 3     | Belgien |
| 4     | USACharlton Brosius Stephen Fields Sylvester Granrose Lloyd Kelsey Joseph Kszyczewiski William Penn Joseph Rond Joseph Winston                                      |
| 5     | ItalienAdriano Arnoldo Silvio Calzolari Romolo Carpi Giovanni Forno Rodolfo Rambozzi Carlo Schiappapietra Giuseppe Tonani Amedeo ZottiCesare Cogliolo Pietro Scasso |

## Medaljer
| Spel     | Guld | Silver | Brons |
| Dragkamp | Storbritannien George Canning Frederick Holmes Edwin Mills John James Shepherd Harry Stiff John Sewell Frederick Humphreys Ernest Thorn | Nederländerna Willem van Rekum Marinus van Rekum Willem van Loon Henk Janssen Wilhelmus Bekkers Johannes Hengeveld Sijtse Jansma Antonius van Loon | Belgien Édouard Bourguignon Alphonse Ducatillon Raymond Maertens Christin Piek Henri Pintens Charles Van den Broeck François Van Hoorenbeek Gustave Wuyts |

## Deltagande nationer
Totalt deltog 40 dragkampare från 5 länder.:
- Belgien
- Storbritannien
- Italien
- Nederländerna
- USA

(*) OBS: Endast dragkampare som deltog i minst en omgång är medräknade.
Två italienska reserver är kända.

## Resultat

### Guldmatcher
|  | Kvartsfinaler  | Kvartsfinaler  | Kvartsfinaler |  |  | Semifinaler    | Semifinaler    | Semifinaler   |   |                | Final          | Final | Final |
|  |                |                |               |  |  |                |                |               |   |                |                |       |       |
|  | Storbritannien | Storbritannien | 2             |  |  |                |                |               |   |                |                |       |       |
|  | USA            | USA            | 0             |  |  | Storbritannien | Storbritannien | 2             |   |                |                |       |       |
|  |                |                |               |  |  | Belgien        | Belgien        | 0             |   |                |                |       |       |
|  |                |                |               |  |  |                |                |               |   | Storbritannien | Storbritannien | 2     |       |
|  |                |                |               |  |  |                | Nederländerna  | Nederländerna | 0 |                |                |       |       |
|  |                |                |               |  |  | Nederländerna  | Nederländerna  | 2             |   |                |                |       |       |
|  |                |                |               |  |  | Italien        | Italien        | 0             |   |                |                |       |       |
|  |                |                |               |  |  |                |                |               |   |                |                |       |       |
|  |                |                |               |  |  |                |                |               |   |                |                |       |       |
|  |                |                |               |  |  |                |                |               |   |                |                |       |       |

### Silvermatcher
|  | Semifinaler | Semifinaler | Semifinaler |  |  | Final         | Final         | Final |
|  |             |             |             |  |  |               |               |       |
|  | Belgien     | Belgien     | 2           |  |  |               |               |       |
|  | USA         | USA         | 0           |  |  | Belgien       | Belgien       | 0     |
|  |             |             |             |  |  | Nederländerna | Nederländerna | 2     |
|  |             |             |             |  |  |               |               |       |
|  |             |             |             |  |  |               |               |       |
|  |             |             |             |  |  |               |               |       |
|  |             |             |             |  |  |               |               |       |

### Bronsmatcher
|  | Semifinaler | Semifinaler | Semifinaler |  |  | Final   | Final   | Final |
|  |             |             |             |  |  |         |         |       |
|  | USA         | USA         | 2           |  |  |         |         |       |
|  | Italien     | Italien     | 0           |  |  | USA     | USA     | 0     |
|  |             |             |             |  |  | Belgien | Belgien | 2     |
|  |             |             |             |  |  |         |         |       |
|  |             |             |             |  |  |         |         |       |
|  |             |             |             |  |  |         |         |       |
|  |             |             |             |  |  |         |         |       |